# Teoría de la optimidad
La teoría de la optimidad (abreviado OT o TO) es un modelo lingüístico, usable en todos los niveles (fonología, morfología, sintaxis, semántica), cuya premisa básica es que las expresiones lingüísticas admiten cierta variabilidad subyacente y las formas que presenta una lengua son precisamente las formas que han pasado una serie de filtros o restricciones, siendo las formas observadas "óptimas" en el sentido de que son precisamente las formas que satisfacen mejor las restricciones de cada lengua. Así, una lengua difiere de otra además de en su lexicón, inventario fonológico o input combinable de entrada en la ordenación relativa de las restricciones. El hecho de que la jerarquía de restricciones varíe de una lengua a otra explicaría las diferencias gramaticales entre ellas. Incluso el cambio histórico en las lenguas es explicable como una alteración del orden de las restricciones.
La teoría de la optimidad fue propuesta originalmente por Alan Prince y Paul Smolensky en 1993, y fue posteriormente ampliada por Prince y J. McCarthy. Si bien la mayor parte del trabajo original se concentró en problemas de fonología, posteriormente ha demostrado ser aplicable al ámbito de la sintaxis y al de la semántica lingüística. 

## Introducción
Los tres ingredientes básicos que la teoría de la optimidad usa para investigar un determinado fenómeno lingüístico son los siguientes:
1. GEN (derivado de generate 'generar') es un procedimiento, mecanismo o submodelo que permite generar las variantes posibles de una determinada expresión lingüística. En la práctica se considera que la naturaleza exacta de GEN dependerá del tipo de investigación empírica, por ejemplo, si se estudia el habla infantil el conjunto generado podría ser el conjunto de posibles pronunciaciones simplificadas o no que el niño es capaz de hacer de una determinada forma léxica. En otros contextos GEN puede ser cosas diferentes.
2. CON (derivado de constraint 'restricción') es una lista de restricciones de buena formación, de economía, de simplicidad, etc., que debe cumplir una forma candidata para convertirse en la forma preferida por el hablante. El número de contrastes, su jerarquía, así como su descripción concreta variarán de un problema lingüístico a otro, y su número y su jerarquía son cuestiones empíricas.
3. EVAL es un procedimiento automático que permite decidir a partir del conjunto de formas posibles generadas por GEN cuál de ellas resulta óptima de acuerdo con la ordenación de las restricciones.

La teoría de la optimidad (TO) asume que estos tres ingredientes son universales. Las diferencias gramaticales entre las diferentes lenguas se deben a diferencias de orden en el conjunto CON. Así, dentro de la TO, el proceso de adquisición del lenguaje puede ser descrito como un proceso por el cual el niño aprende el orden relativo de las restricciones y hace conjeturas sobre el verdadero orden de dichas restricciones en la lengua de los adultos.

## Input y GEN: El conjunto de candidatos
La teoría de la optimidad supone que no hay restricciones específicas del idioma en la entrada. A esto se le llama riqueza de la base. Cada gramática puede manejar todas las entradas posibles. Por ejemplo, un idioma sin grupos consonánticos debe poder manejar una entrada como /flask/. Los idiomas sin grupos consonánticos difieren en cómo resolverán este problema; algunos se epentetizarán (por ejemplo, [falasak], o [falasaka] si todas las codas están prohibidas) y algunos se eliminarán (por ejemplo, [fas], [fak], [las], [lak]).
GEN es libre de generar cualquier cantidad de candidatos de salida, sin importar cuánto se desvíen de la entrada. Esto se llama libertad de análisis. La gramática (clasificación de restricciones) del idioma determina cuál de los candidatos será evaluado como óptimo por EVAL.

## CON: El conjunto de restricciones
En la Teoría de la optimidad, cada restricción es universal. CON es el mismo en todos los idiomas. Hay dos tipos básicos de restricciones:
- Las restricciones de fidelidad requieren que la forma superficial observada (la salida) coincida con la forma subyacente o léxica (la entrada) de alguna manera particular; es decir, estas restricciones requieren identidad entre las formas de entrada y salida.
- Las restricciones de marcación imponen requisitos sobre la gramaticalidad del output.[2]

Cada una juega un papel crucial en la teoría. Las restricciones de marcación motivan los cambios de la forma subyacente, y las restricciones de fidelidad evitan que cada entrada se realice como una forma completamente sin marcar (como [ba]).
La naturaleza universal de CON hace algunas predicciones inmediatas sobre la tipología del lenguaje. Si las gramáticas difieren solo por tener diferentes clasificaciones de CON, entonces el conjunto de posibles lenguajes humanos está determinado por las restricciones que existen. La Teoría de la optimalidad predice que no puede haber más gramáticas que permutaciones del ranking de CON. El número de clasificaciones posibles es igual a la factorial del número total de restricciones, lo que da origen al término tipología factorial. Sin embargo, puede que no sea posible distinguir todas estas gramáticas potenciales, ya que no se garantiza que todas las restricciones tengan un efecto observable en todos los idiomas. Dos órdenes totales en las restricciones de CON podrían generar el mismo rango de asignaciones de entrada y salida, pero difieren en la clasificación relativa de dos restricciones que no entran en conflicto entre sí. Como no hay forma de distinguir estas dos clasificaciones, se dice que pertenecen a la misma gramática. Una gramática en la TO es equivalente a un antimatroide. Si se permiten clasificaciones con empates, entonces el número de posibilidades es un número de Bell ordenado en lugar de una factorial, lo que permite un número significativamente mayor de posibilidades.

### Restricciones de fidelidad
McCarthy y Prince (1995) proponen tres familias básicas de restricciones de fidelidad:
- MAX prohíbe la eliminación (de "máximo").
- DEP prohíbe la epéntesis (de "dependiente").
- IDENT (F) prohíbe la alteración del valor de la característica F (de "idéntico").

Cada uno de los nombres de las restricciones puede tener el sufijo "-IO" o "-BR", que significa entrada/salida y base/reduplicante, respectivamente, el último de los cuales se usa en el análisis de reduplicación, si se desea. F en IDENT (F) se sustituye por el nombre de un rasgo distintivo, como en IDENT-IO (voz).
MAX y DEP reemplazan PARSE y FILL propuestos por Prince & Smolensky (1993), que establecían que "los segmentos subyacentes deben analizarse en la estructura de la sílaba" y "las posiciones de las sílabas deben llenarse con segmentos subyacentes", respectivamente. PARSE y FILL cumplen esencialmente las mismas funciones que MAX y DEP, pero se diferencian en que solo evalúan la salida y no la relación entre la entrada y la salida, que es bastante característica de las restricciones de marcado. Esto se deriva del modelo adoptado por Prince & Smolensky conocido como teoría de la contención, que supone que los segmentos de entrada no realizados por la salida no se eliminan, sino que se "dejan sin analizar" por una sílaba. El modelo propuesto por McCarthy y Prince (1995, 1999), conocido como teoría de la correspondencia, lo reemplazó como marco estándar.
McCarthy & Prince (1995) también proponen:
- I-CONTIG, violado cuando se elimina un segmento interno de palabra o morfema (de "input-contiguity" contigüidad de entrada);
- O-CONTIG, violado cuando un segmento se inserta palabra o morfema internamente (de "output-contiguity" contigüidad de salida);
- LINEARITY, violada cuando se cambia el orden de algunos segmentos (es decir, prohíbe la metátesis);
- UNIFORMITY, violada cuando dos o más segmentos se realizan como uno solo (es decir, prohíbe la fusión); y
- INTEGRITY, violada cuando un segmento se realiza como múltiples segmentos (es decir, prohíbe el desempaquetado o la ruptura vocálica, opuesto de UNIFORMITY).

### Restricciones de marcación
Las restricciones de marcación introducidas por Prince y Smolensky (1993) incluyen:
| Nombre      | Restricción | Otros nombres    |
| ----------- | --- | ---------------- |
| NUC         | Las sílabas deben tener núcleo.                                                                                     |                  |
| -CODA       | Las sílabas no deben tener codas.                                                                                   | NOCODA           |
| ONS         | Las sílabas deben tener ataque.                                                                                     | ONSET            |
| HNUC        | Un segmento nuclear debe ser más sonoro que otro (de "núcleo armónico").                                            |                  |
| *COMPLEX    | Una sílaba debe ser V, CV o VC.                                                                                     |                  |
| CODACOND    | Las consonantes coda no pueden tener características de lugar que no sean compartidas por una consonante de ataque. | CODACONDITION    |
| NONFINALITY | Una sílaba final de palabra (o pie) no debe llevar acento.                                                          | NONFIN           |
| FTBIN       | Un pie debe ser de dos sílabas (o moras).                                                                           | FOOTBINARITY     |
| PK-PROM     | Las sílabas ligeras no deben acentuarse.                                                                            | PEAKPROMINENCE   |
| WSP         | Las sílabas pesadas deben acentuarse (del "principio de peso a estrés").                                            | WEIGHT-TO-STRESS |

Las definiciones precisas en la literatura varían. Algunas restricciones se utilizan a veces como una "restricción de cobertura", en sustitución de un conjunto de restricciones que no se conocen por completo ni son importantes.